# Limonium carthaginense
La siempreviva de Cartagena (Limonium carthaginense) es una plumbaginácea perennifolia endémica de las sierras de Cartagena, en España. Florece entre los meses de julio y agosto.

## Descripción
Planta perenne, herbácea. Cepa de hasta 6-7 cm de diámetro. Hojas de la base de hasta 70 mm de longitud, limbo cuneiforme a espatulado, generalmente uninerviado, pecíolo 1/3 de la longitud del limbo. Escapo de hasta 40-45 cm de longitud, erecto, zigzagueante, verrucoso. Espigas de hasta 20 mm de longitud, casi rectas. Espiguillas de 5-7 mm de longitud, con 1-3 flores. Bráctea externa de triangular a ovado-triangular con ápice romo o agudo. Bráctea media de oblonga a elíptica. Bráctea interna de estrechamente elíptica a obovada. Cáliz que sobrepasa la bráctea interna, tubo densamente peloso. Pétalos cuneiformes, de rojizos a violáceos.

## Hábitat y distribución
Habita en tomillares y albardinales, preferentemente sobre suelos venenosos, cargados de metales pesados.
Se distribuye de forma irregular por las Sierras de Cartagena. La mayoría de las poblaciones se encuentran en la sierra minera de Cartagena-La Unión aunque también puede encontrarse, de forma más dispersa, en la Sierra de la Muela, Cabo Tiñoso y Roldán.
Está catalogada como vulnerable en la Lista Roja de la Flora Vascular Española

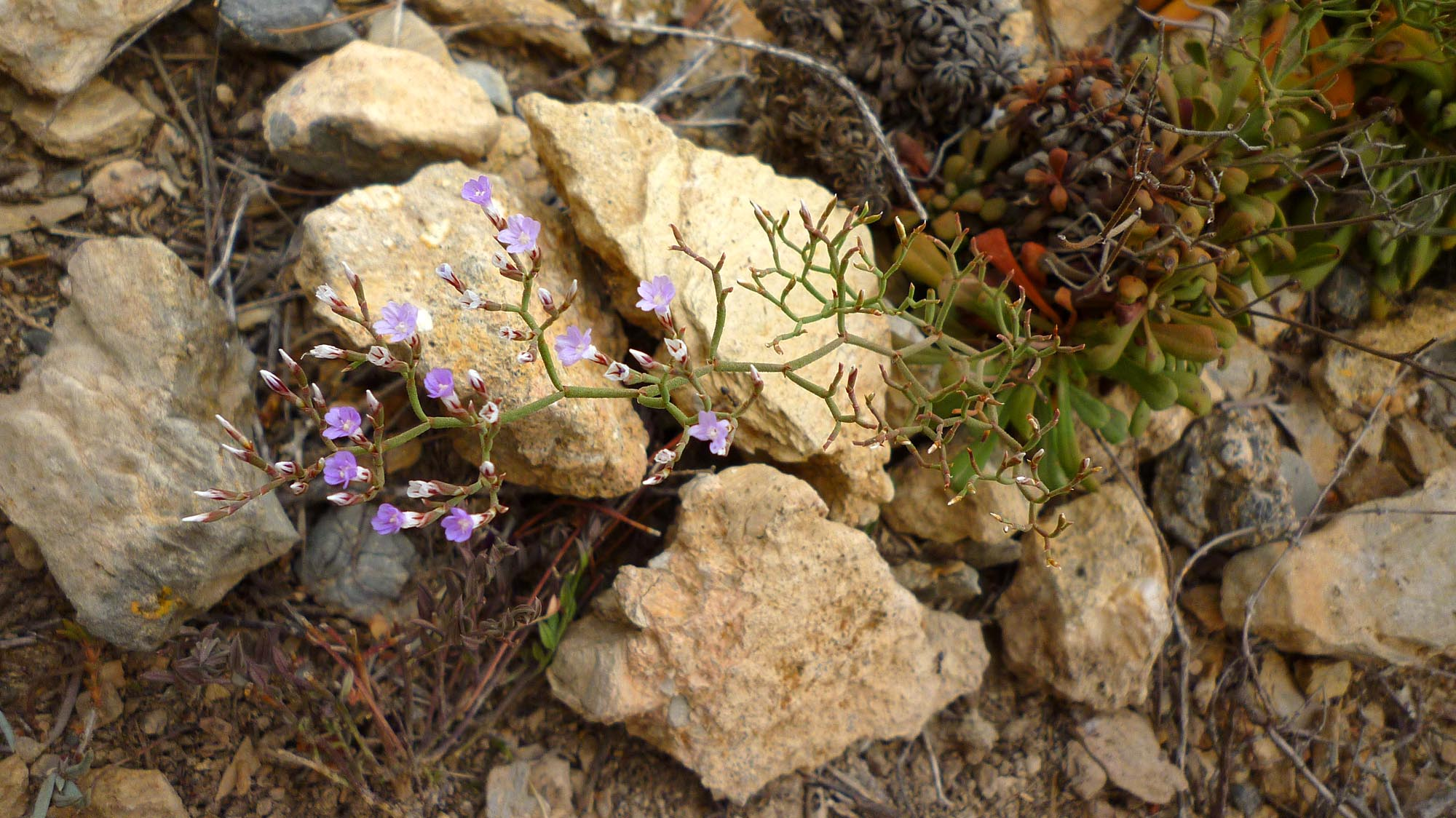
L.carthaginense en el Monte Roldán de Cartagena.

## Taxonomía
Limonium carthaginense fue descrita por (Rouy) C.E. Hubb. & Sandwith y publicado en Bull. Misc. Inform. Kew 1928, 150.
Etimología
Limonium: nombre genérico que procede del griego leimon, que significa "pradera húmeda", aludiendo al hábitat de muchas de las especies del género.
carthaginense: epíteto geográfico que alude a su localización en Cartagena.

## Estado de conservación y protección legal
Es una planta relativamente común en las sierras de Cartagena. Desde el punto de vista legal, está calificada como vulnerable a la alteración de su hábitat en la legislación de la Comunidad Autónoma de la Región de Murcia. 
Buena parte de sus poblaciones se encuentran en espacios protegidos, bien en el parque natural de Calblanque, Monte de las Cenizas y Peña del Águila, o bien en el parque natural de la Sierra de la Muela, Cabo Tiñoso y Roldán.